# Мистерии

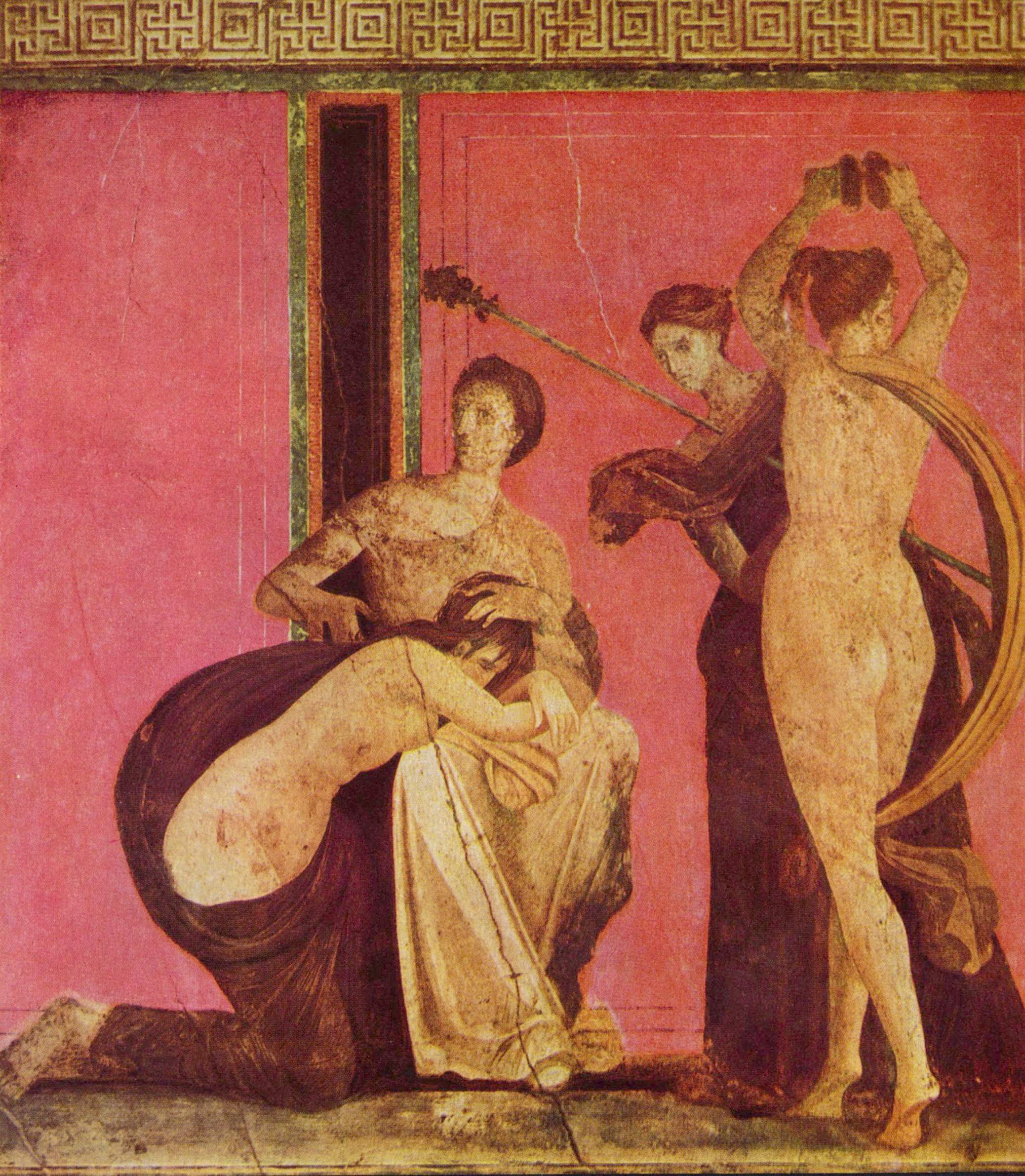
Посвящение в дионисийские таинства. Фреска виллы Мистерий, Помпеи.

Мисте́рии (от др.-греч. μυστήριον, «таинство, тайное священнодействие») — религиозная мистическая практика, совокупность тайных культовых мероприятий, посвящённых божествам, к участию в которых допускались лишь посвящённые. Зачастую представляли собой театрализованные представления. 

Геродот, описывая праздник Осириса, рассказывает о драматизированном представлении:

 «В ограде храма стоят два больших каменных обелиска, а подле них озеро… На этом озере египтяне устраивают мимические представления страстей божества, именуемые мистериями».

## Историческая справка
Мистерии Древней Греции представляют оригинальный эпизод в истории религий и во многих отношениях до сих пор являются загадками. Сами древние греки придавали громадное значение мистериям: лишь посвящённые в них, по словам Платона, блаженствуют после смерти, а по утверждению Цицерона, — мистерии учили и жить хорошо, и умирать с благими надеждами. Установление их восходит ко временам отдалённой древности; в исторические времена, особенно с VI века до н. э., их число всё более и более увеличивалось; в конце IV века до н. э. не быть посвящённым в какие-нибудь мистерии являлось признаком неверия или индифферентизма.
Отдельные виды мистерий, называвшиеся «праздниками посвящения» (др.-греч. τελεταί ὄργια) у греков, инициациями (лат. initiatio) у римлян, указывают на присутствие в мистериях высшего религиозного знания и обновления через него (τελετή, initium), а также сильной возбуждённости или экстаза (др.-греч. ὄργια). Очищения, искупительные жертвы и отчасти покаяние в грехах, с одной стороны; процессии, песни, танцы, различные иные проявления экстаза — с другой, составляли существенное содержание мистерий. Сюда присоединяется элемент символизма и аллегории, получающий выражение в «действиях» (др.-греч. δρώμενα) и «словах» (др.-греч. λεγόμενα) мистерий, под которыми подразумевался богослужебный ритуал мистерий, с его зрелищами, песнопениями, музыкой и оркестикой. Самое проникновение в мистериях для участников в них было постепенное «посвящение»; обыкновенно различались две степени — предварительное посвящение, делавшее участника мистом (др.-греч. μύστις), и окончательное созерцание мистерий (др.-греч. ἐποπτεία), делавшее его эпоптом («созерцающим»). Лишь последний мог сделаться мистагогом (др.-греч. μυστᾰγωγός), то есть быть руководителем других в мистериях. Учение, проводившееся в мистериях, было, по-видимому, более одухотворённым и отчасти спекулятивным, в сравнении с народной верой; оно не проповедовалось догматически, но проводилось в сознание участников мистерий путём различных зрелищ и драматических действий.
Строгая тайна вменялась в обязанность участникам мистерий. Уважение к мистериям было так велико, что в то время как обыкновенные мифы могли безнаказанно подвергаться пародиям в комедиях и т. п., относительно мистерий такие поступки считались кощунством, влекущим за собой тяжкие наказания (ср. Алкивиад). Мистерии были или государственные, происходившие согласно государственным установлениям (например, Элевсинские), или дозволенные исключительно для лиц одного пола (вакханалии, тесмофории), или, наконец, незаконные, иногда даже преследуемые (таковы были орфические мистерии, мистерии Котито, Митры, Кибелы и др.).

## Важнейшие мистерии

### Элевсинские мистерии
Совершались ежегодно в честь Деметры (богиня плодородия и земледелия) и Коры (Персефоны — богини плодородия и царства мёртвых), в Элевсине; местом происхождения их считают Древний Египет; в Греции они были известны ещё в доисторические времена. Главное содержание их — миф о похищении Персефоны. Наиболее важные литургические функции предоставлялись древним афинским родам Эвмолпидов и Кириков (см. Евмолп). Важнейшими лицами при мистериях были иерофант и иерофантида, посвящавшие желающих в мистерии, дадух или факелоносец и дадухуза, иерокерак, произносивший при богослужении молитвы и формулы, и др.
Посвящаться могли все эллины, без различия общественного положения, пола, племени или государства, позже доступ получили и римляне. Лица порочные и преступники не могли быть посвящены. Желающий посвятиться брал в руководители мистагога из афинских граждан и допускался к малым мистериям, затем уже к великим; между этими двумя посвящениями существовал промежуток не менее года. Посвящаемые совершали жертвоприношения и затем вступали в храм, где в глубоком мраке ночи совершали переходы из одной части святилища в другую; по временам разливался ослепительный свет и раздавались страшные звуки. Эти эффекты производились различного рода техническими приспособлениями, но тем не менее производили подавляющее впечатление. Страшные сцены сменялись светлыми, успокоительными: открывались двери, за которыми стояли статуи и жертвенники; при ярком свете факелов посвящаемым представлялись украшенные роскошными одеждами изображения богов. С Элевсинскими мистериями были соединены афинские малые и великие мистерии. Первые состояли, главным образом, в очищении водой Илисса; в состав вторых входили торжественные процессии в Элевсине, очищения морской водой, мистические обряды в храме Деметры в присутствии одних лишь посвященных, и состязания. Драматические представления воспроизводили перед мистами весь миф о Деметре; при этом им показывались священные предметы, скрытые от посторонних глаз, и раскрывались тайны (греч. τά άπόρρητα, «запретные»), то есть, вероятно, священные предания и мифы, неизвестные народу. В I веке н. э. римский император Нерон, объявивший себя божеством при жизни, пытался пройти посвящение, однако ему неоднократно было в этом отказано.

### Самофракийские мистерии
Связаны были с культом кабиров. Здесь был особый жрец, очищавший убийц; от посвящаемых требовался род исповедания грехов. Эти мистерии, по верованию древних, предохраняли от опасностей, особенно на море.

### Критские мистерии
Мистерии Зевса и куретов основаны были на мифе о воспитании Зевса на Крите у куретов. Они были открыты для всех.

### Орфические мистерии

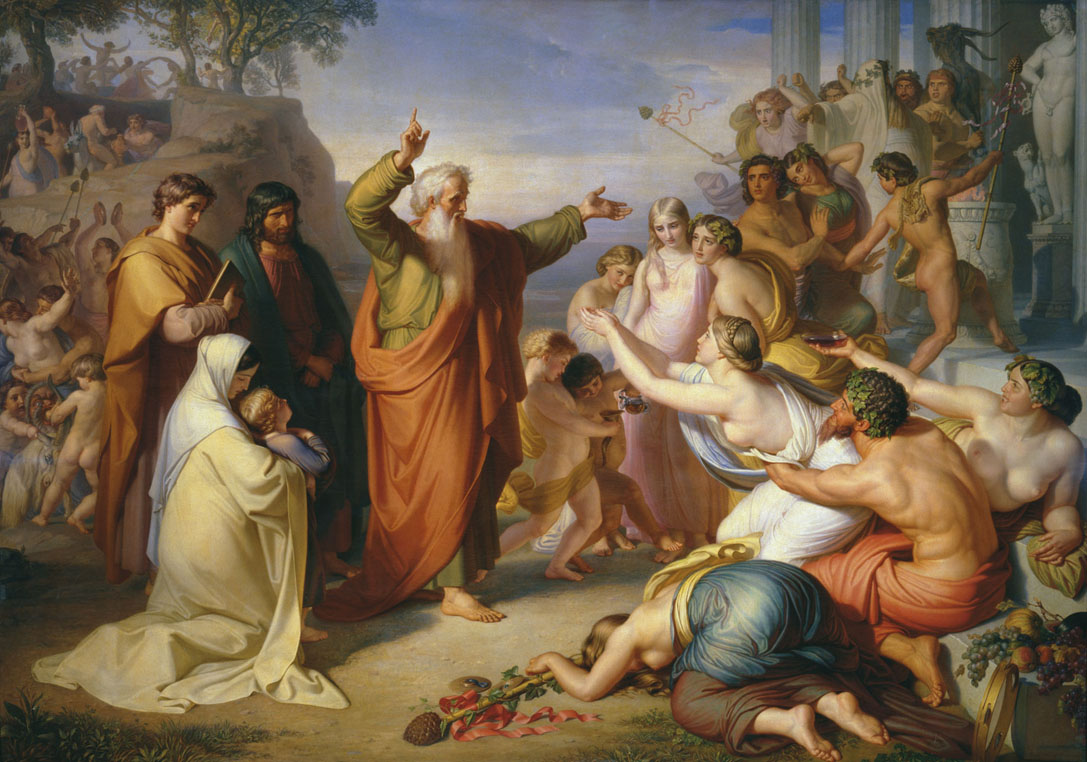
Апостол Иоанн Богослов, проповедующий на острове Патмос во время вакханалий

Являлись собраниями замкнутого общества последователей учения, приписывавшегося Орфею. На посвящённых налагались различные аскетические обязанности. Орфические мистерии были связаны с мифами о Дионисе.
Последние послужили исходным пунктом и для ряда других мистически-оргиастических празднеств, из которых особенно выдаются вакханалии. Схожи по характеру празднества в честь Котито, Кибелы и др. Властями Рима в 186 году до н. э. по всей Италии была проведена масштабная репрессивная кампания против участников вакханалий.

## Древнеегипетская религиозная драма (мистерии)
Содержание древнеегипетской религиозной драмы было основано на мифах, совершавшиеся обряды представляли собой ритуальные драматизированные представления. Жрецы, исполнявшие в ритуалах роли богов, носили маски в виде голов животных (например, маска жреца в виде головы Анубиса, глина, музей в Хильдесгейме, VIII в. до н. э.). Сохранились части приводившихся в движение статуй богов (например, голова статуи Анубиса, расписное дерево, Лувр, XIII в. до н. э., крючок в горле позволял двигать нижней челюстью шакала).
Описания ряда мистерий сохранились в древнеегипетских памятниках и у античных авторов. Большая часть из них относится к празднику смерти и воскресения Осириса. Например, стела Ментухотепа, везиря и начальника сокровищницы Сенусерта I, XX в. до н. э., стела Ихернофрета, начальника сокровищницы Сенусерта III, XX в. до н. э., стела Схотепйебра, начальника сокровищницы Аменемхета III, XIX в. до н. э., стела фараона Неферхотепа, XIX в. до н. э.
Первый этап праздника Осириса представлял собой обряды, которые были доступны только избранным и не подлежали оглашению. Он проходил в глубокой тайне в особом помещении при небольшом круге допущенных лиц. Второй этап праздника Осириса совершался публично как воспроизведение мифа об Осирисе в форме драматического представления.
Геродот, описывая праздник Осириса, рассказывает о драматизированном представлении:

 «В ограде храма стоят два больших каменных обелиска, а подле них озеро… На этом озере египтяне устраивают мимические представления страстей божества, именуемые мистериями» 
Мистерии Осириса подробнее описывал Плутарх.
«Плач Исиды и Нефтиды» как оплакивание умершего Осириса даёт указания о том, как он должен был исполняться.
Заупокойный ритуал совершался в форме религиозных драматических действий. Древнейшими записями царского заупокойного ритуала являются Тексты Пирамид. Также носят характер драмы Тексты Саркофагов и Книга Мёртвых.
Текст «Коронационных мистерий фараона Сенусерта I» (Sethe K. Dramatische Texte zu altagyptischen Mysterienspielen, I—II, Leipzig, 1928) содержит драматическое представление, посвящённое погребению умершего фараона Аменемхета I и одновременно восшествию на престол его сына Сенусерта I. Папирус, на котором написан текст драмы, содержит указания о распределении ролей (роль Гора исполнял молодой фараон, мумия умершего фараона представляла Осириса), текст диалогов, перечень реквизита для эпизодов драмы (жертвы, сосуды, амулеты, растения, одежды, инструменты, материалы). Жертвенных животных убивали по ходу действия.
Содержание древнеегипетской религиозной драмы могло меняться в зависимости от политической обстановки.

## Исследования
До начала XIX века учёные[какие?] видели в мистериях эзотерическое религиозное учение, отличное от народной веры и передававшееся из века в век среди жрецов. Но известное сочинение Chr. A. Lobeck’а («Aglaophamus sive de theologiae mysticae Graecorum causis», Кенигсберг, 1829) доказало связь мистерий с обычным культом богов у древних греков. Русский учёный Н. И. Новосадский пришёл к заключению, что в Элевсинских мистериях проводилось особое учение, освещавшее те запросы мысли древнего эллина, на которые не давала решения общая, всем открытая народная эллинская религия.